# Регулярное локальное кольцо
Регулярное локальное кольцо — нётерово локальное кольцо, такое что число образующих его максимального идеала совпадает с размерностью Крулля. Название регулярное объясняется геометрическими причинами. Точка {\displaystyle x} алгебраического многообразия {\displaystyle X} является неособой (регулярной) тогда и только тогда, когда локальное кольцо {\displaystyle {\mathcal {O}}_{X,x}} ростков рациональных функций в точке {\displaystyle x} регулярно.

## Эквивалентные определения
Существует несколько полезных определений регулярного локального кольца. В частности, если {\displaystyle A} — нётерово локальное кольцо с максимальным идеалом {\displaystyle {\mathfrak {m}}}, следующие определения эквивалентны:
- Пусть {\displaystyle {\mathfrak {m}}=(a_{1},\ldots ,a_{n})} где {\displaystyle n} выбрано настолько малым, насколько это возможно (в любом случае, n не может быть меньше размерности Крулля). {\displaystyle A} регулярно, если

{\displaystyle {\mbox{dim }}A=n.}
- Пусть {\displaystyle k=A/{\mathfrak {m}}} — поле вычетов кольца {\displaystyle A}. Тогда {\displaystyle A} регулярно, если

{\displaystyle \dim _{k}{\mathfrak {m}}/{\mathfrak {m}}^{2}=\dim A},
Здесь первая размерность — размерность векторного пространства, а вторая — размерность Крулля.
- Пусть {\displaystyle {\mbox{gl dim }}A} — глобальная размерность {\displaystyle A} (то есть супремум проективных размерностей всех {\displaystyle A}-модулей.) Тогда {\displaystyle A} регулярно, если

{\displaystyle {\mbox{gl dim }}A<\infty },
в этом случае {\displaystyle {\mbox{gl dim }}A} всегда совпадает с размерностью Крулля.

## Примеры
- Любое поле — регулярное локальное кольцо. На самом деле, поля — это в точности регулярные локальные кольца размерности 0.
- Регулярные локальные кольца размерности 1 — это в точности кольца дискретного нормирования. В частности, кольцо формальных степенных рядов {\displaystyle k[[x]]} (k — произвольное поле) является регулярным локальным кольцом. Другой пример — кольцо p-адических чисел.
- Более общо, кольцо формальных степенных рядов {\displaystyle k[[x_{1},x_{2},\cdots ,x_{d}]]} — регулярное локальное кольцо размерности d.
- Если A — регулярное кольцо (см. определение ниже), то кольцо многочленов {\displaystyle A[x]} и кольцо формальных степенных рядов {\displaystyle A[[x]]} регулярны.
- Любая локализация регулярного кольца регулярна. Например, {\displaystyle \mathbb {Z} [x]_{(2,x)}} — двумерное регулярное кольцо, не содержащее никакого поля.
- Пополнение[англ.] регулярного кольца регулярно.

## Свойства
Теорема Аусландера — Бухсбаума утверждает, что каждое регулярное локальное кольцо факториально.
Если {\displaystyle (A,{\mathfrak {m}})} — полное регулярное локальное кольцо, содержащее некоторое поле, то
{\displaystyle A\cong k[[x_{1},\ldots ,x_{d}]]},
где {\displaystyle k=A/{\mathfrak {m}}}, а {\displaystyle d} — размерность Крулля.

## Происхождение основных определений
Определение регулярного локального кольца было дано Вольфгангом Круллем в 1937 году, однако они стали известными благодаря работам Оскара Зарисского, который доказал что регулярные локальные кольца соответствуют гладким точкам алгебраических многообразий. Пусть Y — алгебраическое многообразие, содержащееся в n-мерном аффинном пространстве над совершенным полем, задающееся как множество общих нулей многочленов (от n переменных) f1,…,fm. Y является особым в точке P, если ранг матрицы Якоби (матрицы (∂fi/∂xj)) в этой точке ниже, чем в другой точке многообразия. Размерность многообразия равна разности n и ранга матрицы Якоби в неособой точке. Зарисский доказал, что матрица Якоби точка P неособая тогда и только тогда, когда локальное кольцо многообразия Y в P регулярно. (Зарисский также заметил, что это не обязательно верно над несовершенными полями.) Из этого следует, что гладкость является внутренним свойством многообразия, то есть не зависит от конкретного вложения многообразия в аффинное пространство. В 1950-х годах Аусландер и Бухсбаум доказали, что регулярное локальное кольцо факториально.
Многие свойства локальных колец оставались недоказанными до того времени, когда появились соответствующие техники гомологической алгебры. Жан-Пьер Серр нашёл описание регулярных локальных колец в гомологических терминах: локальное кольцо A регулярно тогда и только тогда, когда оно имеет конечную глобальную размерность. Нетрудно доказать, что свойство конечности глобальной размерности остаётся неизменным при локализации. Это позволяет определить регулярность для всех колец, не обязательно локальных: кольцо A называется регулярным, если его локализация по произвольному простому идеалу — регулярное локальное кольцо. Это эквивалентно утверждению, что A имеет конечную глобальную размерность. В частности, все дедекиндовы кольца регулярны.